# CPFLエネルジア

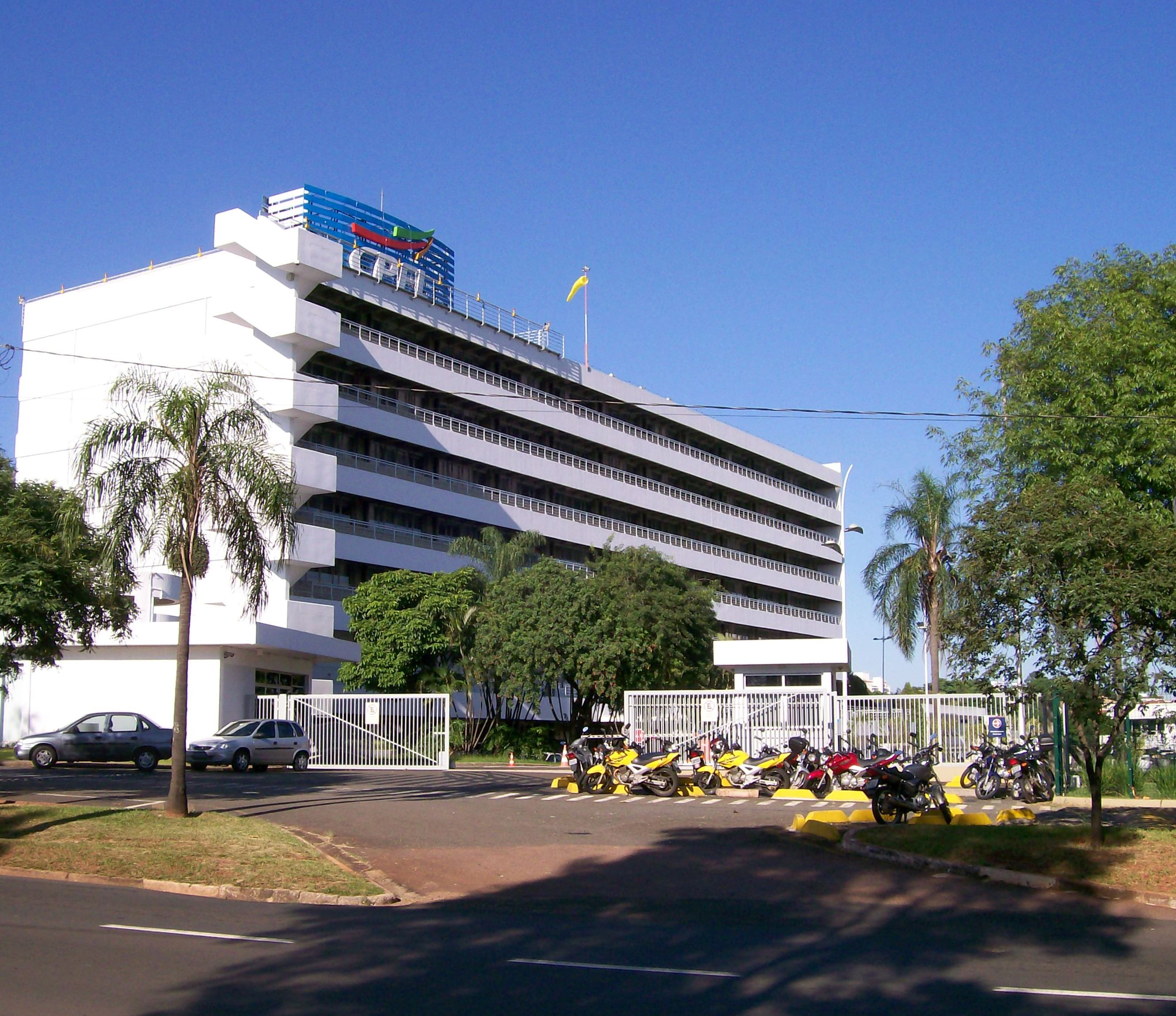
カンピーナス、ブラジルCPFL本社。

CPFLエネルジア（Companhia Paulista de Força e Luzは、ブラジル・サンパウロ州カンピナスに本社を置く電力事業を営む持株会社であり、ブラジルの配電最大手である。子会社には、CPFLブラジル、CPFLピラティニンガ、CPFLパウリスタ、CPFLジェラカオン、SEMESAを保有する。
バンコ・ブラデスコの投資部門から誕生したブラデスパルは、CPFLエネルジアの主要株主である。
2017年に中国の国家電網に買収された。
CPFLエネルジアは、サンパウロ証券取引所とニューヨーク証券取引所に株式を上場している。